# Okręg wyborczy nr 91 do Senatu Rzeczypospolitej Polskiej
Okręg wyborczy nr 91 do Senatu Rzeczypospolitej Polskiej obejmuje obszar miasta na prawach powiatu Poznania (województwo wielkopolskie). Wybierany jest w nim 1 senator na zasadzie większości względnej.
Utworzony został w 2011 na podstawie Kodeksu wyborczego. Po raz pierwszy zorganizowano w nim wybory 9 października 2011. Wcześniej obszar okręgu nr 91 należał do okręgu nr 38.
Siedzibą okręgowej komisji wyborczej jest Poznań.

## Reprezentanci okręgu
| Rok  | Rok             | Senator          | Komitet wyborczy                           |
| ---- | --------------- | ---------------- | ------------------------------------------ |
|      | 2011            | Jadwiga Rotnicka | Platforma Obywatelska RP                   |
| 2015 |                 | Jadwiga Rotnicka | Platforma Obywatelska RP                   |
|      | 2019            | Marcin Bosacki   | KKW Koalicja Obywatelska PO .N iPL Zieloni |
| 2023 | Rafał Grupiński |                  | KKW Koalicja Obywatelska PO .N iPL Zieloni |

## Wyniki wyborów
Symbolem „●” oznaczono senatora ubiegającego się o reelekcję.

### Wybory parlamentarne 2011
| Kandydat                                                                                      | Kandydat            | Komitet wyborczy             | Głosów  | Głosów | Głosów |
| Kandydat                                                                                      | Kandydat            | Komitet wyborczy             | Liczba  | %      | +/–    |
| --------------------------------------------------------------------------------------------- | ------------------- | ---------------------------- | ------- | ------ | ------ |
|                                                                                               | Jadwiga Rotnicka ●  | Platforma Obywatelska RP     | 161 582 | 62,29  | –      |
|                                                                                               | Wojciech Rypniewski | Prawo i Sprawiedliwość       | 57 788  | 22,28  | –      |
|                                                                                               | Andrzej Jóźwiak     | Sojusz Lewicy Demokratycznej | 40 039  | 15,43  | –      |
| Frekwencja: 62,18% Liczba głosów ważnych: 259 409 (96,48%) Źródło: Państwowa Komisja Wyborcza |                     |                              |         |        |        |

*Jadwiga Rotnicka reprezentowała w Senacie VII kadencji (2007–2011) okręg nr 38.

### Wybory parlamentarne 2015
| Kandydat                                                                                      | Kandydat              | Komitet wyborczy         | Głosów  | Głosów | Głosów |
| Kandydat                                                                                      | Kandydat              | Komitet wyborczy         | Liczba  | %      | +/–    |
| --------------------------------------------------------------------------------------------- | --------------------- | ------------------------ | ------- | ------ | ------ |
|                                                                                               | Jadwiga Rotnicka ●    | Platforma Obywatelska RP | 163 940 | 67,17  | +4,88  |
|                                                                                               | Stanisław Mikołajczak | Prawo i Sprawiedliwość   | 80 131  | 32,83  | +10,55 |
| Frekwencja: 61,61% Liczba głosów ważnych: 244 071 (94,74%) Źródło: Państwowa Komisja Wyborcza |                       |                          |         |        |        |

### Wybory parlamentarne 2019
| Kandydat                                                                                      | Kandydat                 | Komitet wyborczy                           | Głosów  | Głosów | Głosów |
| Kandydat                                                                                      | Kandydat                 | Komitet wyborczy                           | Liczba  | %      | +/–    |
| --------------------------------------------------------------------------------------------- | ------------------------ | ------------------------------------------ | ------- | ------ | ------ |
|                                                                                               | Marcin Bosacki           | KKW Koalicja Obywatelska PO .N iPL Zieloni | 213 492 | 72,02  | +4,85  |
|                                                                                               | Przemysław Alexandrowicz | Prawo i Sprawiedliwość                     | 82 940  | 27,98  | –4,85% |
| Frekwencja: 73,95% Liczba głosów ważnych: 296 432 (96,76%) Źródło: Państwowa Komisja Wyborcza |                          |                                            |         |        |        |

### Wybory parlamentarne 2023
| Kandydat                                                                                      | Kandydat        | Komitet wyborczy                           | Głosów  | Głosów | Głosów |
| Kandydat                                                                                      | Kandydat        | Komitet wyborczy                           | Liczba  | %      | +/–    |
| --------------------------------------------------------------------------------------------- | --------------- | ------------------------------------------ | ------- | ------ | ------ |
|                                                                                               | Rafał Grupiński | KKW Koalicja Obywatelska PO .N iPL Zieloni | 255 036 | 77,64  | +5,62  |
|                                                                                               | Ewa Jemielity   | Prawo i Sprawiedliwość                     | 73 467  | 22,36  | –5,62  |
| Frekwencja: 82,81% Liczba głosów ważnych: 328 503 (96,99%) Źródło: Państwowa Komisja Wyborcza |                 |                                            |         |        |        |